# Orgetorix
Orgetorix az ókori helvétek egyik vezére volt. A királyi szék elnyerését célzó törekvései vezettek végül Julius Caesar gall háborújához.
Ahogy Caesar könyve, a Commentarii de Bello Gallico elbeszéli, P.M. Piso és M. Messalla consuli évében (azaz Kr. e. 61-ben) Orgetorix rábeszélte a törzs vezetőit, hogy hagyják el országukat, (a mai Svájcot) és hódítsák meg Galliát.
Már a kezdeteknél, miközben szövetségeseket keresett a gallok között, beleütközött a Római Birodalom érdekeibe. Rávette a sequanus Casticust, hogy szerezze meg a hatalmat apjától, Catamantaloedistől, aki a Szenátustól „a római nép barátja” címet kapta. Szövetséget kötött a befolyásos haeduus vezetővel, Dumnorixszal is, akihez a lányát is feleségül adta. Őt is sikerült meggyőznie, hogy próbálja megszerezni a törzs feletti uralmat.
Orgetorix ambíciói azonban saját törzsén belül riadalmat keltettek, ezért a törzs szokásai szerint arra kötelezték, hogy bilincsbe verve védekezzen. Mégsem vonhatták felelősségre, mert összegyűjtötte rokonait, szolgáit, clienseit, akiknek tömege elrettentette a bírákat. De elkezdtek gyülekezni Orgetorix ellenségei is a törzsben, s Orgetorix hamarosan meghalt. „Mint a helvétek mondják, alapos a gyanú, hogy önkezével vetett véget életének” – írja Caesar könyve.
A helvétek azonban nem mondtak le hódító terveikről: felégették városaikat és falvaikat, hogy Galliába vonuljanak. Szomszédaikat, a tauricusokat, a tulingusokat és a latobicusokat rábeszélték, hogy tegyenek ugyanígy, és szövetségesül fogadták a boiusokat is. Kr. e. 58. március 28-án megindultak Gallia felé.